# Cercopis brunnescens
Cercopis brunnescens är en insektsart som först beskrevs av Melichar 1912.  Cercopis brunnescens ingår i släktet Cercopis och familjen spottstritar. Inga underarter finns listade i Catalogue of Life.